# Дорн, Людвик
Людвик Станислав Дорн (пол. Ludwik Stanisław Dorn, при рождении Дорнбаум (пол. Dornbaum); 5 июня 1954, Варшава — 7 апреля 2022, Варшава) — польский государственный и политический деятель еврейского происхождения.  Сооснователь консервативной политической партии «Право и справедливость» (вместе с братьями Качиньскими) и её вице-председатель с 2001 по 2007 год.
В годы «народной Польши» деятель демократической оппозиции. Депутат Сейма III, IV, V, VI и VII созывов (1997-2015), Маршал (спикер) Сейма V созыва, Министр внутренних дел и администрации в Правительстве Казимежа Марцинкевича и Ярослава Качиньского (2005-2007).

## Биография

### Происхождение
Людвик Дорн происходит из семьи нерелигиозных польских евреев. Отец Людвика Хенрик Дорнбаум был оптиком из Тернополя, состоял в КПЗУ и КПП. В начале Второй мировой войны Хенрик Дорнбаум переехал в Казахскую ССР, в то время когда его семья осталась в Генерального губернаторства и была уничтожена в рамках Холокоста. После войны Дорнбаум вернулся в Польшу, вступил в Польскую рабочую партию, а в 1948 году в ПОРП. Преподавал теорию марксизма-ленинизма в Варшавском политехническом университете.

### Ранняя биография
Людвик Дорн (при рождении Дорнбаум) родился 5 июня 1954 года в Варшаве. О еврейском происхождении Дорн не знал, так как в начале 1960-х родители изменили фамилию. В детстве страдал дислексией, но при этом ему хорошо давалась математика. В школе принял участие в деятельности Союзе польских харцеров (скаутов), где его инструктором были Анджей Целиньский и Антоний Мацеревич, ставшие впоследствии политиками.
В 1973 окончил Общеобразовательный лицей имени Тадеуша Рейтана и поступил на факультет социологии Варшавского университета, который окончил в 1978 году. Во время учёбы интересовался движением хиппи. В 1975 году собирал подписи под письмом 59.

### Оппозиционная деятельность
В ночь на 31 октября 1971 года вместе с приятелями написал на стене кладбища в Повозонках «Слава рабочим убитым в декабре 1970-го».
После подавления рабочих протестов в 1976 году присоединился к Комитету защиты рабочих. В сентябре 1976 года дважды был избит сотрудниками милиции.
В августе 1980-го был арестован, но выпущен на свободу после подписания «августовских соглашений». Во время военного положения Дорн находился в розыске по ордеру на арест и полтора года скрывался в Гданьске и Варшаве.
После ареста Антония Мацеревича руководил редакцией подпольных журналов «Голос» и «Новости». В 1983 году опубликовал манифест «Odbudowa państwa» (Восстановление государства), в котором призвал к объединению «Солидарности», католической церкви и военных против коммунистических властей.
В 1980-х годах под псевдонимом Dorota Lutecka Дорн переводил на польский язык шпионские романы Джона Ле Карре и Лена Дейтона.
Был противником переговоров за Круглым столом. Вместе с Мацеревичем основал партию «Христианско-национальное объединение», но покинул её ряды через месяц.

### Политическая деятельность
В 1990 году Людвик Дорн начал сотрудничество в Лехом и Ярославом Качиньскими, вместе с ними основал партию «Соглашение Центр». Поддержал кандидатуру Леха Валенсы на президентских выборах 1990 года. После победы Валенсы Дорн получил работу в Канцелярии президента.
В 1991 и 1993 годах участвовал в парламентских выборах от «Соглашения Центр».
В 1995 году был пресс-секретарем Леха Качиньского, когда тот был кандидатом в президенты.
В 1997 году Дорн впервые был избран депутатом Сейма III созыва по партийному списку «Избирательной Акции Солидарность». Переизбирался депутатом Сейма в 2001, 2005, 2007 и 2011 годах.
В 2001 принимал участие в создании партии «Право и справедливость» (PiS), с декабря 2002 года руководитель фракции партии PiS в парламенте. Трижды признавался лучшим депутатом по версии еженедельника «Polityka».
С 31 октября 2005 года министр внутренних дел и администрации и с 21 ноября 2005 года заместитель премьер-министра в правительствах Казимежа Марцинкевича и Ярослава Качиньского. 6 февраля 2007 года отказался от обеих должностей (отставка принята 7 февраля). 
27 апреля 2007 года был избран Маршалом (председателем) Сейма. По результатам голосования в Сейме получил 235 голосов против 189 за кандидатуру Бронислава Коморовского. 
21 октября 2008 года Людвик Дорн был исключен из партии PiS из-за несогласия с политикой, проводимой председателем  Качиньским. В октябре 2009 года стал председателем депутатской группы «Польша плюс», преобразованной в политическую партию в 2010 году. Планировал выдвижение своей кандидатуры на президентских выборах 2010 года, но снял её после гибели действующего президента Леха Качиньского в авиакатастрофе Ту-154 в Смоленске. Поддержал кандидатуру Марека Юрека. С мая 2010 года официально беспартийный.
В 2012 году вступил в новообразованную партию «Солидарная Польша». Участвовал в выборах в Европейский парламент 2014 года по списку данной партии. В 2014 году вышел из партии.
Баллотировался в Сейм на парламентских выборах 2015 года по партийному списку «Гражданской платформы». После неудачи на выборах отошел от политической деятельности.
Скончался 7 апреля 2022 года в возрасте 67 лет от рака. 13 апреля 2022 года его похоронили на Военном кладбище Повонзки в Варшаве.

## Участие в выборах
| Выборы | Избирательный комитет             | Избирательный комитет            | Орган                              | Результат      |
| ------ | --------------------------------- | -------------------------------- | ---------------------------------- | -------------- |
| 1991   |                                   | Соглашение гражданского центра   | Сейм Республики Польша I созыва    | 511 (0,23%)    |
| 1993   | Соглашение Центр                  | Сейм Республики Польша II созыва | 5455 (1,19%)                       |                |
| 1997   |                                   | Избирательная Акция Солидарность | Сейм Республики Польша III созыва  | 1012 (0,36%)   |
| 2001   |                                   | Право и справедливость           | Сейм Республики Польша IV созыва   | 17 482 (5,96%) |
| 2005   | Сейм Республики Польша V созыва   | Право и справедливость           | 39 929 (12,58%)                    |                |
| 2007   | Сейм Республики Польша VI созыва  | Право и справедливость           | 81 696 (17,74%)                    |                |
| 2011   | Сейм Республики Польша VII созыва | Право и справедливость           | 18 683 (4,15%)                     |                |
| 2014   |                                   | Солидарная Польша                | Европейский парламент VIII созыва  | 5362 (1,37%)   |
| 2015   |                                   | Гражданская платформа            | Сейм Республики Польша VIII созыва | 4214 (1,53%)   |

## Книги
- Krótki kurs historii wyborów do rad narodowych. Warszawa: Wydawn. Głos, 1984
- Czas «Solidarności». Ludzie — idee — programy. Górny Śląsk: Wydawnictwo «Po prostu», 1986
- O śpiochu tłuściochu i o psie Sabie. Warszawa: Most, 2004. ISBN 83-919839-6-X.